# Anna Peck
Anna Ewa Peck – polska politolog i religioznawca, doktor habilitowana nauk humanistycznych, profesor Uniwersytetu Kardynała Stefana Wyszyńskiego w Warszawie, specjalności naukowe: historia, religioznawstwo, nauki polityczne.

## Życiorys
Nosiła nazwisko Zamek-Gliszczyńska.
W 2012 uzyskała na Wydziale Filozoficznym Uniwersytetu Jagiellońskiego stopień doktora habilitowanego nauk humanistycznych w dyscyplinie religioznawstwo.
Została profesorem w Instytucie Politologii Wydziału Nauk Historycznych i Społecznych Uniwersytetu Kardynała Stefana Wyszyńskiego w Warszawie.
Opublikowała m.in.:
- Teleewangelizm, apokalipsa i polityka : współczesna prawica protestancka w Stanach Zjednoczonych (2005)
- W poszukiwaniu tożsamości : rasizm w amerykańskich koncepcjach religijnych (2007)
- Konstruowanie historii : prezentacja i percepcja Polski w amerykańskich podręcznikach akademickich i szkolnych (2010)
- Trzecia Świątynia Jerozolimska w koncepcjach chrześcijańskiego syjonizmu w Stanach Zjednoczonych (2010)
- Archbishop Veniamin and new-fashioned intellectuals : searching for the 'real Buddism' meaning (2011)
- Polityczne i religijne aspekty percepcji buddyzmu tybetańskiego. T. 1, Przegląd perspektyw i interpretacji : perspektywa protestancka (2017)
- Religia w amerykańskich wyborach prezydenckich (wyd. 2, 2018)[2]